# Madonna (singel Bambi)
Madonna (styl. MADONNA) – singel polskiej raperki bambi, który został wydany 5 września 2024 za pomocą wytwórni BE Records za pośrednictwem Universal Music Polska. Nagranie otrzymało w Polsce status platynowej płyty 23 grudnia 2024.

## Nagrywanie
Utwór został wyprodukowany przez francisa, Skibovicza i wardza20k, zrealizowany przez francisa. Za mix/mastering utworu odpowiada Enzu, natomiast jego tekst został napisany przez Michalinę Włodarczyk.

## Twórcy
Opracowane na podstawie materiałów źródłowych.
- bambi – wokal, tekst
- francis – produkcja, kompozycja, realizacja
- Skibovicz – produkcja, kompozycja
- wardza20k – produkcja, kompozycja
- Enzu – mix, mastering

## Lista utworów
- Digital download[1]

1. „MADONNA” – 2:39

## Teledysk
Do utworu powstał teledysk, który udostępniono 6 września 2024 za pośrednictwem serwisu YouTube.

## Najwyższe pozycje na listach

### Pozycje na tygodniowej liście
| Kraj     | Lista                          | Pozycja |
| -------- | ------------------------------ | ------- |
| Polska   | OLiS: Single w streamie        | 1       |
| Polska   | Spotify: Top 200               | 1       |
| Polska   | YouTube: Trending Music Videos | 16      |
| Polska   | YouTube: Top 100               | 6       |
| Islandia | YouTube: Top 100               | 74      |

### Pozycje na dziennej liście
| Kraj       | Lista                   | Najwyższa pozycja |
| ---------- | ----------------------- | ----------------- |
| Polska     | Apple Music: All Genres | 2                 |
| Polska     | Deezer: Top Poland      | 20                |
| Polska     | iTunes: All Genres      | 7                 |
| Polska     | Spotify: Top 200        | 1                 |
| Polska     | Radio Afera             | 110               |
| Polska     | Radio Eska              | 42                |
| Polska     | Shazam: Top 200         | 68                |
| Polska     | Tidal: Top 100          | 56                |
| Luksemburg | Radio ARA               | 109               |
| Węgry      | AirPlay                 | 218               |

## Certyfikaty
| Kraj          | Certyfikat      | Sprzedaż |
| ------------- | --------------- | -------- |
| Polska (ZPAV) | platynowa płyta | 50 000+  |